# Torrente 4: Lethal Crisis
Torrente 4: Lethal Crisis es la cuarta parte de la serie de películas iniciadas por Torrente, el brazo tonto de la ley con José Luis Torrente volviendo a ser interpretado por Santiago Segura, quien también dirige, produce y escribe la película. La película está también producida por Rodrigo's Production, Amiguetes Entertainment y Antena 3 Films, y distribuida por Warner Bros.
La película se estrenó el 11 de marzo de 2011 en formato 3D estereoscópico y con gran cantidad de famosos como Silvia Abril, Kiko Rivera, Belén Esteban, Ana García Obregón, Fernando Esteso, los futbolistas Sergio Agüero, Cesc Fàbregas, Gonzalo Higuaín, Sergio Ramos, Álvaro Arbeloa y Raúl Albiol, entre otros muchos.

La película contó con una importante campaña de promoción durante varias semanas antes de su estreno. La película recaudó en los cines españoles 19 575 440 euros tras ser vista en cines por 2 640 443 espectadores.

## Argumento
Torrente (Santiago Segura) es invitado a una boda como vigilante de seguridad, donde sorprende a la novia (María Lapiedra) a punto de tener sexo con uno de los camareros, Torrente chantajea a la novia diciéndole que, si no le practica sexo oral a él, le dirá a su padre que le vio haciendo el amor con un camarero de la boda.
En pleno acto de sexo, Torrente y uno de sus ayudantes descubren a un paparazzi tras las cortinas, y empiezan a perseguirlo por toda la boda, ocasionando un gran desastre.
Román Rocamora (Francisco González), el padre de la novia, envía a sus hombres a que manden a Torrente a asesinar a un tipo que es enemigo del mismo Rocamora (Josemi Rodríguez-Sieiro) e impliquen a Torrente en su asesinato.
Lo hacen sobornando a Rinrin (Kiko Rivera), un compañero de Torrente que tenía que encargarse de vigilar mientras Torrente se colaba en casa del tipo.
Después, Torrente entra en la cárcel, donde conoce a su Tío Gregorio (Tony Leblanc) e idean varios planes de fuga, pero Gregorio muere en uno de los intentos.
Después de fugarse, Torrente va en busca de Rinrin para vengarse, y se reconcilian, para luego llegar a un acuerdo. Torrente chantajea a Rocamora para que le dé en un centro comercial una gran cantidad de dinero, o si no, enviará las fotos de la novia (su hija) practicando sexo con él a la revista Interviú. Rocamora cede, pero le tiende una trampa y al final muere junto con sus hombres. Minutos antes, Torrente le había robado el polo a un niño, y el niño lo denuncia al comisario (El Gran Wyoming), que reconoce a Torrente y se da cuenta de que se había fugado de la cárcel.
Otra vez, Torrente vuelve a la cárcel y, con los presos, hacen un baile homenajeando al Fary con la canción de "Apatrullando la ciudad", mientras van saliendo los agradecimientos a los cameos.
Después, en los títulos de crédito, se puede ver el videoclip con la canción de David Bisbal.

## Reparto

### Reparto principal
- Santiago Segura interpreta a José Luis Torrente.
- Kiko Rivera interpreta a Julito "Rinrin".
- Tony Leblanc interpreta a Gregorio Torrente.
- Barragán interpreta a Manolo.
- Cañita Brava interpreta a Antoñito.
- Xavier Deltell interpreta a Torrelavega.
- David Castillo interpreta a Chancletas.
- Juanito Navarro como suegro de Ramírez.
- Kiko Matamoros como Otxoa.
- Francisco interpreta a Román Rocamora.
- Carlos Areces como músico boda.
- Fernando Esteso como Cuadrado.
- Ernesto Sevilla como camarero boda.
- Joselito interpreta a "Colibrí".
- Santiago Urrialde como funcionario de prisiones.

#### Con la colaboración especial de
- Javier Gutiérrez interpreta a Juan Francisco Solís.
- Enrique Villén interpreta a Ramírez.
- Yon González interpreta a Peralta.
- Goyo Jiménez interpreta a guardaespaldas de Rocamora.
- Emma Ozores interpreta a Elsa, la esposa de Ramírez.
- Soledad Mallol interpreta a la madre de Popi.
- Silvia Abril como Encarni, esposa del dominguero.
- Yolanda Ramos interpreta a prostituta Mariví "Vacambrosia".
- María Lapiedra interpreta a Melanie Rocamora.
- Belén Esteban interpreta a la casera de Torrente.

### Intervenciones "amiguiles"
- Ana Obregón como viuda en el cementerio.
- Hombres G como coro de la competición
- Josemi Rodríguez-Sieiro como tipo asesinado.
- Lorenzo Caprile.
- Florentino Fernández como homosexual 1.
- El Langui interpreta al portero.
- María Patiño como la presentadora de noticias.
- José Campos como camarero.
- Carmen Martínez-Bordiú como invitada a la boda.
- Kun Agüero se interpreta a sí mismo.
- El Gran Wyoming como comisario.
- Pablo Motos como homosexual 2.
- David Bisbal interpreta a Joaqui.
- Sergio Ramos, Gonzalo Higuaín, Álvaro Arbeloa, Cesc Fàbregas y Richy Castellanos interpretan a los funcionarios del Real Madrid.
- José Mota como Blasa.
- Enrique Cerezo.
- Mari Cielo Pajares interpreta a la inspectora de celdas.
- Andreu Buenafuente como Manolo dominguero.
- Isidro Montalvo como Matón de Otxoa 1.
- Octavio Aceves se interpreta a sí mismo.
- Risto Mejide como el "quillo" del Coro de la Cárcel.

### Otros cameos
- Carlos Balmori como Gayolo.
- Mago More como esbirros de Rocamora.
- Tatiana Delgado como protagonista de los sueños románticos de Torrente.
- Torbe interpreta a Goikochoa.
- Paco Collado interpreta al preso peligroso.
- Juan Carlos Heredia "El Porrúo" como Matón de Otxoa 2.
- Sonia Monroy como Chica vis a vis.
- Erika Sánchez como hija de Ramírez.
- Giuseppe di Bella como bailarín de la prisión.
- David Fernández Ortiz interpreta al Padre Tobías.
- David Venancio Muro interpreta a Sr. Castaño.
- Alberto Sevillano de los Ríos como Pirri.
- Luis Miguel Luengo como Cisco.
- Javier Castillo como Poty.
- Cristóbal Crespo interpreta al hijo de Peralta.
- Janfri Topera como Escamilla.
- Tomás Pozzi como paparazzi boda.
- Dolores González como Suegra Dominguero.
- César Vallejos como Manolito-niño dominguero.
- Gran Mago Gang.
- Tony Leblanc Jr. como el niño del supermercado.
- Sergio Martin como el doble de luces de Torrente.
- Rubén Trujillo como el doble de luces de Rin Rin.
- Carmen de Mairena como la vieja de las bolsas.
- Richy Leblanc como el preso 1
- como el repartido de telepizzas.
- como hombre de Gasolinera Repsol.
- Tamara Campillos.
- Eduardo Antuña.
- John Cobra. Macarra de la prisión que pelea con Yon González
- Dani Tatay como el preso bailarín.
- Pablo Simón como transeúnte.

## Producción

### Nacimiento del proyecto
En el estreno de la tercera parte de la saga, Segura anunció que haría una cuarta parte si obtenía un mayor éxito que en la segunda. A pesar de no conseguir su propósito, decidió realizarla. El motivo fue que recordó que no se pudo estrenar la película sobre el inspector Clouseau El romance de la Pantera Rosa debido al fallecimiento del actor que lo interpretaba, y creyó que si a él no le gustó no poder ver esa película, algún fan de Torrente también y decidió que la tenía que hacer. Al director no le importaba volver a interpretar el personaje ya que le parece que no ha encarnado en exceso. Tras la muerte de El Fary, ídolo de su personaje, Segura decidió que la película comenzara con un homenaje para el cantante haciendo una parodia de la película Rocky Balboa. La película no ha podido realizarse antes porque la conversión de Segura en Torrente es un proceso largo, ya que tuvo que engordar 20 kilos. Otro de los motivos fue que tardó más en redactar el guion porque no estuvo junto a él Guillermo del Toro quien, según él, le obliga a escribir.

### Reparto
La encargada del casting ha sido A.S.G. Cine y Publicidad, que realizó el casting el 29 de mayo de 2010 en la casa Abraham Senneor para uno de los lugares elegidos para el rodaje en el centro penitenciario de Segovia. Finalmente el casting fue un rotundo éxito, ya que cerca de 300 personas se presentaron a la audición. Iván Arnesto, director de la misma, explicó que era muy complicado encontrarlos, ya que requerían mujeres espectaculares y hombres con pinta de delincuente. El jueves día 10 de junio de 2010 se hizo otra audición en Madrid, aunque algo más específica, ya que se buscaron ecuatorianos de entre 30 y 50 años.
Como suele ser en las películas de la serie, participan un gran número de famosos. Uno de los más sonados es Hugh Laurie, quien podría hacer una aparición en la película, ya que trabajó con Segura en la película La chica de Río, pero no llegó a participar. Segura dice de él:

Uno de los tipos más formidables con los que he trabajado, muy simpático y con un humor muy mordaz y cabroncete. Me prometió que saldría en Torrente, y ahora que es una estrella.

También se anunció que participaría Mario Casas, pero el actor dijo públicamente que no iba a participar en ella. El director también intentó que participaran Fernando Alonso y Andrés Pajares pero no pudieron por diversos motivos. Además, Santiago Segura dijo haber pensado en Eduardo Zaplana y Mario Conde para el papel de antagonista, que finalmente fue interpretado por el cantante Francisco.

### Rodaje
Santiago Segura escogió a Technicolor para el proyecto completo desde el rodaje hasta la finalización en estereoscopía, el rodaje estereoscópico fue grabado en Full HD 4:4:4 sin compresión. La película empezaría a rodarse, en un principio, a partir de septiembre de 2010 en los estudios Ciudad de la Luz de Alicante, incluso hubo dificultades para que fuera realizada debido a que era necesario que recibiera las subvenciones de la Generalidad Valenciana mediante el IVAC y se pensó en suspender el rodaje, aunque algunos lo han negado.
Finalmente, el rodaje comenzó antes de lo esperado, el día 20 de julio de 2010, rodándose alrededor de la cárcel en la carretera que da al Palacio de Riofrío entre los días 20 y 25 de julio, y en el interior de la cárcel del 2 al 8 de agosto. En los estudios Ciudad de la Luz no se rodó, como en principio dijo el director, debido a que no recibió nada de ayuda por parte del IVAC para la realización de la misma en dichos estudios, ya que 2 millones de euros de los 3,5 que da el IVAC han ido para The Impossible de Juan Antonio Bayona. Los estudios culparon al IVAC por no poderse grabar la película allí. A pesar de la huelga convocada para el 29 de septiembre, la película siguió durante ese día rodando al mostrarse solo uno de los trabajadores a favor de ir a la misma. El rodaje finalizó el 8 de octubre en el burdel D´Angelo Palace utilizando como escenario la piscina, el pasillo y tres de sus suites. La última parte de la película fue rodada en el Centro Comercial Plenilunio, en el distrito de San Blas, Madrid.

### 3D
En cada película de la saga el director ha intentado hacer cosas más difíciles que en la anterior, así que creyó en el 3D estereoscópico. Segura se informó sobre la idea de rodar de esta forma cuando conversó en Nueva Zelanda con James Cameron durante la presentación de las películas de El hobbit que iba a dirigir su amigo Guillermo del Toro. El director ha dicho que a pesar de que se haya invertido más dinero y tiempo de rodaje, merece la pena hacerlo. Tras darle el director de Avatar un par de consejos, Segura fue a los pocos meses a Los Ángeles a negociar con su empresa para que ellos hicieran la estereoscopía de Torrente. El equipo técnico especialista en el 3D estereoscópico lo forman Vince Toto, responsable de estereoscopía, y Dan Venti, quien ya trabajó en Avatar.

### Posproducción
Technicolor y Amiguetes trabajaron en conjunto desde la preproducción, para intentar conseguir la mejor calidad posible. La primera realizó un control de calidad de todo el material recibido diariamente para dar una respuesta al día siguiente al equipo de producción. El laboratorio recibió periódicamente del montador una selección de tomas, para hacer la edición, un ajuste geométrico de 3D no demasiado exhaustivo y la de sonido. Luego realizó la corrección de color en 3D y finalmente la proyección 3D con el cliente. La canción original de la película, cuyo nombre es Letal crisis, fue interpretada por David Bisbal con referencias a la canción de El Fary Apatrullando la ciudad, mientras que la banda sonora está compuesta por Roque Baños, que ya había realizado esta función en las demás películas de la saga. Ésta fue posteriormente interpretada por la Orquesta Internacional del Festival de Orquestas de Jóvenes de Murcia, junto a otros trabajos del compositor.

### Promoción y estreno
El 24 de noviembre de 2010 apareció en distintas páginas web un teaser tráiler de la película aunque de escasa calidad, en donde el protagonista habla sobre el 3D y aparece a su lado Paquirrín. El 21 de diciembre del mismo año apareció un segundo teaser tráiler donde se ve a Segura echando mocos que luego se convierten en medusas, mientras que en el póster aparece el propio Segura con el nombre Torrente 4: Lethal Crisis (Crisis Letal), aunque algunas fuentes dijeron que era Torrente 4: aquí te pillo, aquí te mato. El 28 del mismo mes aparecieron cinco nuevos carteles en donde apaerece Torrente como protagonista absoluto y con un palillo en la boca. También se han realizado cuentas en Facebook y Twitter de la película. El 31 de diciembre de 2010 en donde Torrente comienza a meterse con John Cobra y Batu the Dog, quienes luego aparecen y le pegan una paliza. El 3 de marzo de 2011, tanto Kiko Rivera como Santiago Segura acudieron al programa El hormiguero para promocionar la película, más tarde el propio Segura a otros programas promocionando su película como La Noria, ¡Qué tiempo tan feliz!, Espejo público, El club de la comedia, DEC, Tonterías las justas y Buenafuente. Para su promoción en Argentina, Segura visitó la Casa Rosada en donde fue recibido por Aníbal Fernández, mientras que en Chile. Además, la agencia Profero creó TorrenteGotchi un juego en línea de índole promocional.
Durante un tiempo se barajaron posibles fechas de estreno como finales de 2010, comienzos de 2011, y luego en verano de 2011, Pero finalmente se produjo el 11 de marzo de 2011 siendo el estreno español con mayor número de salas, 657. El día del estreno obtuvo más de 2,4 millones de euros de recaudación, convirtiéndose en el segundo más exitoso en la historia del país solo superada por Pirates of the Caribbean: Dead Man's Chest.

## Recepción

### Crítica
La crítica la valoró negativamente, si bien matizan los críticos que supera el nivel de Torrente 3: el protector realizando una historia que tiene sentido, algo que no tenía la anterior película, y similar a las dos primeras partes de la saga. Si bien se critica que no busque nuevas formas de llegar al espectador y utilizando los mismos chistes que en anteriores entregas.

### Taquilla
En su segundo día en los cines superó en un 24% a lo obtenido el día del estreno, 3,1 millones. Tras un gran éxito en el primer fin de semana en el que ingresó 8,3 millones de euros; en la siguiente semana la recaudación cayó un 55% hasta los 3,75 millones de euros; a fecha 30 de diciembre de 2011 lleva recaudados 19,57 millones de euros frente a un presupuesto de 10 millones. En Argentina obtuvo en su primer fin de semana 221.550 USD con 29.000 espectadores.

### Premios
El segundo teaser tráiler recibió un antipremio Yoga, que galardona a lo peor del cine español, en el apartado de especiales con el nombre Moco Deluxe.  No consiguió ninguna nominación a los Premios Goya (como pasó con la tercera parte) motivo por el cual se quejó Santiago Segura por no valorar a nivel técnico diciendo que "La próxima vez tiro cuatro petardos de una tienda de frutos secos, los de la academia no apreciarán la diferencia".

## La saga
- Torrente, el brazo tonto de la ley (1998). Dirigida por Santiago Segura.
- Torrente 2: Misión en Marbella (2001). Dirigida por Santiago Segura.
- Torrente 3: El protector (2005). Dirigida por Santiago Segura.
- Torrente 4: Lethal Crisis (Crisis Letal) (2011). Dirigida por Santiago Segura.
- Torrente 5: Operación Eurovegas (2014). Dirigida por Santiago Segura.